# Gevlekte bospatrijs
De gevlekte bospatrijs of rodebospatrijs (Caloperdix oculeus) is een vogel uit de familie fazantachtigen (Phasianidae). De wetenschappelijke naam van de soort is voor het eerst geldig gepubliceerd in 1815 door Temminck.

## Voorkomen
De soort komt voor in Myanmar, Malakka, Sumatra en Borneo en telt drie ondersoorten:
- C. o. oculeus: van zuidoostelijk Myanmar en zuidwestelijk Thailand tot Malakka.
- C. o. ocellatus: Sumatra.
- C. o. borneensis: Borneo.

## Beschermingsstatus
Op de Rode Lijst van de IUCN heeft de soort de status gevoelig.